# 2000年バレーボール女子アジアクラブ選手権
2000年バレーボール女子アジアクラブ選手権は、2000年6月7日から6月11日まで中国・紹興で開催されたバレーボールアジアクラブ選手権の第2回女子大会である。

## 試合結果
| 6月10日 |          |                    |       |          |                   |                              |
|         | 上海有線 | 中華人民共和国の旗 | 3 - 1 | 日本の旗 | NECレッドロケッツ | (25-19, 22-25, 25-14, 25-17) |

## 最終結果
| 順位 | チーム            |
| ---- | ----------------- |
| 1    | 上海有線          |
| 2    | NECレッドロケッツ |
| 3    | 浙江南都          |
| 4    | 現代建設          |
| 5    | Aero Thai         |
| 6    | 花蓮              |